# Xiao Gong Zhang
L'impératrice Sun (1399-1462) est une impératrice consort chinoise de la dynastie Ming, mariée à l'empereur Xuande.

## Biographie
Sun naît dans l'actuelle ville de Binzhou. Elle est la fille du fonctionnaire Sun Zhou Taichung. En 1417, elle devient l'une des concubines du prince héritier, le futur empereur Xuande.
Lorsque Xuande devient empereur en 1425, Sun est promue au titre de Noble Consort. En 1427, elle donne naissance à un fils. Comme l'impératrice n'a pas eu de fils, son fils est fait prince héritier. En 1428, Sun, en tant que mère du prince héritier, obtient la position d'impératrice.
À la mort de Xuande en 1435, son fils, encore mineur, lui succède au trône. Elle n'est cependant pas nommée régente.